# Black Sails at Midnight
Black Sails at Midnight – drugi album szkockiej grupy folk/power metalowej Alestorm, wydany przez wytwórnię Napalm Records. W Polsce płyta ukazała się 1 czerwca 2009 roku. 
Ukazała się także wersja kolekcjonerska albumu, gdzie dodano płytę DVD z występem zespołu na Wacken Open Air 2008.
Podobnie, jak w przypadku poprzedniego albumu perkusja została nagrana przez Migo Wagnera, natomiast perkusista koncertowy, Ian Wilson dodał od siebie inne instrumenty perkusyjne.

## Lista utworów
Opracowano na podstawie materiału źródłowego.
| Nr  | Tytuł utworu                                   | Autorzy                               | Długość |
| --- | ---------------------------------------------- | ------------------------------------- | ------- |
| 1.  | „The Quest”                                    | Christopher Bowes                     | 4:56    |
| 2.  | „Leviathan”                                    | Bowes                                 | 5:55    |
| 3.  | „That Famous Ol' Spiced”                       | Bowes, Joe McQuade                    | 4:45    |
| 4.  | „Keelhauled”                                   | Bowes                                 | 3:42    |
| 5.  | „To the End of Our Days”                       | Bowes, Tim Shaw, McQuade              | 6:22    |
| 6.  | „Black Sails at Midnight”                      | Bowes, Shaw                           | 3:30    |
| 7.  | „No Quarter”                                   | Bowes                                 | 3:02    |
| 8.  | „Pirate Song”                                  | Bowes, McQuade                        | 4:02    |
| 9.  | „Chronicles of Vengeance”                      | Bowes/Shaw/McQuade                    | 6:24    |
| 10. | „Wolves of the Sea” (cover Pirates of the Sea) | Liberg, Sahlen, Andreasson, Wassenius | 3:33    |
| 11. | „P Is for Pirate” (utwór dodatkowy)            | Bowes                                 | 0:50    |
|     |                                                |                                       | 47:01   |

| DVD Live At Wacken Open Air 2008 | DVD Live At Wacken Open Air 2008 | DVD Live At Wacken Open Air 2008 |
| Nr                               | Tytuł utworu                     | Długość                          |
| -------------------------------- | -------------------------------- | -------------------------------- |
| 1.                               | „Intro”                          |                                  |
| 2.                               | „Over the Seas”                  |                                  |
| 3.                               | „The Huntmaster”                 |                                  |
| 4.                               | „Death Before the Mast”          |                                  |
| 5.                               | „Nancy the Tavern Wench”         |                                  |
| 6.                               | „Set Sail and Conquer”           |                                  |
| 7.                               | „Wenches and Mead”               |                                  |
| 8.                               | „Captain Morgan’s Revenge”       |                                  |

## Twórcy
Opracowano na podstawie materiału źródłowego.
| Zespół Alestorm w składzie - Christopher Bowes - wokal, instrumenty klawiszowe, flażolet - Dani Evans - gitara basowa, gitara, wokal wspierający - Ian Wilson - instrumenty perkusyjne, vibraslap, wokal wspierający | Dodatkowi muzycy - Mirjam Beyer - skrzypce - Tobias Hain - trąbka - Carsten Petersen - trąbka, kornet - Heinrich Gimpel - puzon basowy - Bee Bloodpunch - wokal wspierający - Migo Wagner - perkusja - Brendan Casey - wokal wspierający - Tim Shaw - wokal wspierający - Lasse Lammert - gitara, wokal wspierający - Justus Twele - dudy | Inni - Lasse Lammert - producent, miksowanie, realizacja nagrań - James Murphy - mastering - Gordon Krei - aranżacja sekcji dętej - Ingo Römling - okładka |